# 欧州即応部隊
欧州即応部隊（おうしゅうそくおうぶたい、英語：European Operational Rapid Force、略称：Eurofor）は、ヨーロッパにおける軍事即応部隊。多国籍軍組織であり、フランス、スペイン、ポルトガル、イタリアの4か国軍で構成されている。部隊の任務は人道支援、平和維持活動、平和強制活動などである。
1995年5月15日にリスボンで開催された西欧同盟(WEU)の閣僚理事会において設立が宣言された。そのため、WEUに対して責任を有している。編成開始は1996年のことであり、1996年12月には北大西洋条約機構(NATO)の一部ともなりえることが宣言された。なお、WEUと欧州連合(EU)の一体化への動きに伴い、欧州安全保障防衛アイデンティティー(ESDI)にも則った組織ともなっている。
恒常的な司令部を有し、参謀は多国籍の人員で構成されている。兵力は必要に応じ、参加各国から提供される。アルバニアとマケドニア共和国に対する派遣実績を有している。